# Chèo

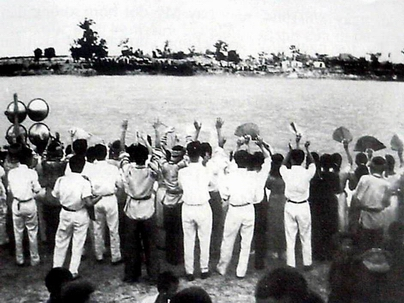
Các nghệ sĩ Nhà hát Chèo Việt Nam biểu diễn ở bờ Bắc sông Bến Hải, năm 1956)

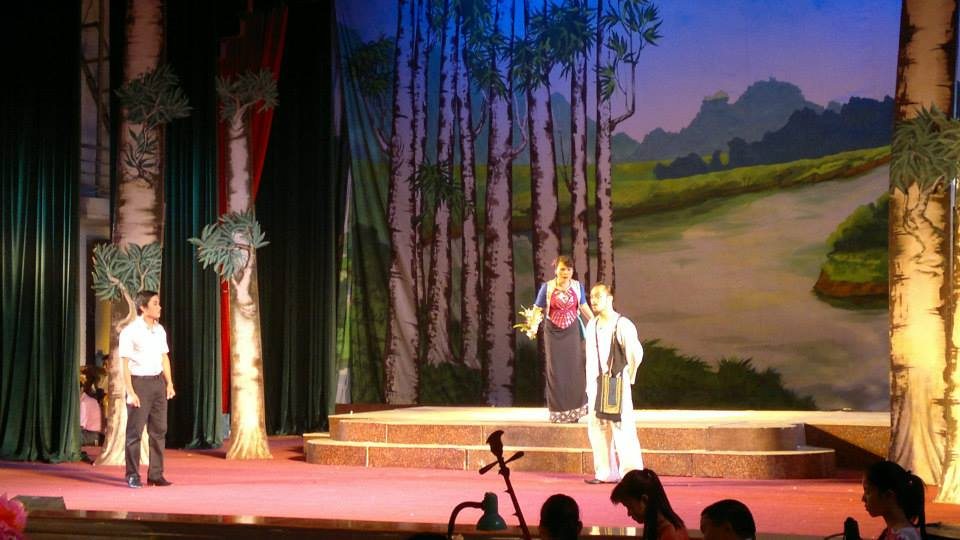
Một cảnh trong vở "Tiếng hát đại ngàn" của Đoàn chèo 2 - Nhà hát Chèo Ninh Bình

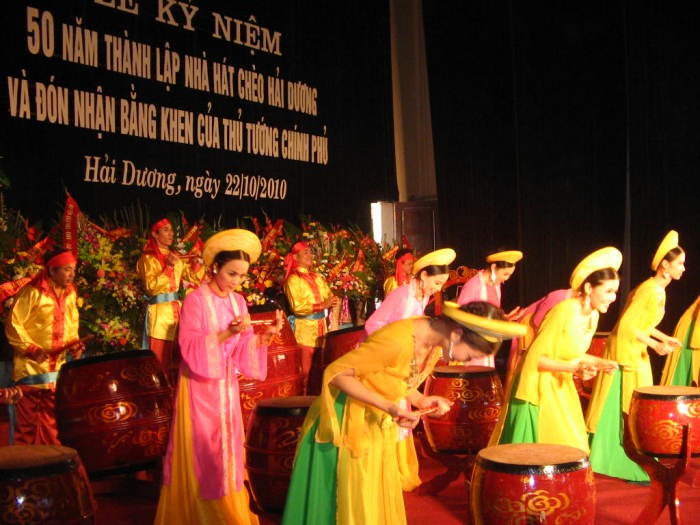
Một buổi diễn của nhà hát Chèo Hải Dương

Chèo  (chữ Nôm: 掉) hay còn gọi là hát chèo là loại hình nghệ thuật sân khấu cổ truyền Việt Nam. Chèo phát triển mạnh ở phía bắc Việt Nam với trọng tâm là vùng đồng bằng sông Hồng cùng hai khu vực lan tỏa là trung du miền núi Bắc Bộ và Bắc Trung Bộ. Loại hình sân khấu này phát triển cao, giàu tính dân tộc. Chèo mang tính quần chúng và được coi là loại hình sân khấu của hội hè với đặc điểm sử dụng ngôn ngữ đa thanh, đa nghĩa kết hợp với cách nói ví von giàu tính tự sự, trữ tình. Nếu sân khấu truyền thống Trung Quốc có đại diện tiêu biểu là Kinh kịch của Bắc Kinh thì đại diện tiêu biểu nhất của sân khấu truyền thống Việt Nam là chèo.
Nghệ thuật sân khấu chèo đã trải qua quá trình lịch sử lâu dài từ thế kỉ 10 tới nay, đã đi sâu vào đời sống xã hội Việt Nam. Chèo phản ánh đầy đủ mọi góc độ của bản sắc dân tộc Việt Nam: lạc quan, nhân ái, yêu cuộc sống yên lành, bình dị, nhưng tràn đầy tự hào dân tộc, kiên cường đuổi giặc ngoại xâm, bảo vệ tổ quốc. Cũng chính vì nội dung tư tưởng lành mạnh đó mà trong chèo có đầy đủ các thể loại văn học: trữ tình, lãng mạn, anh hùng ca, sử thi, thơ ca giáo huấn... hơn hẳn các loại hình nghệ thuật khác như tuồng, cải lương, ca kịch... Từ năm 2021, Nghệ thuật chèo đồng bằng sông Hồng được lập hồ sơ đề nghị UNESCO ghi danh là di sản văn hóa phi vật thể đại diện của nhân loại.

## Các làn điệu chèo

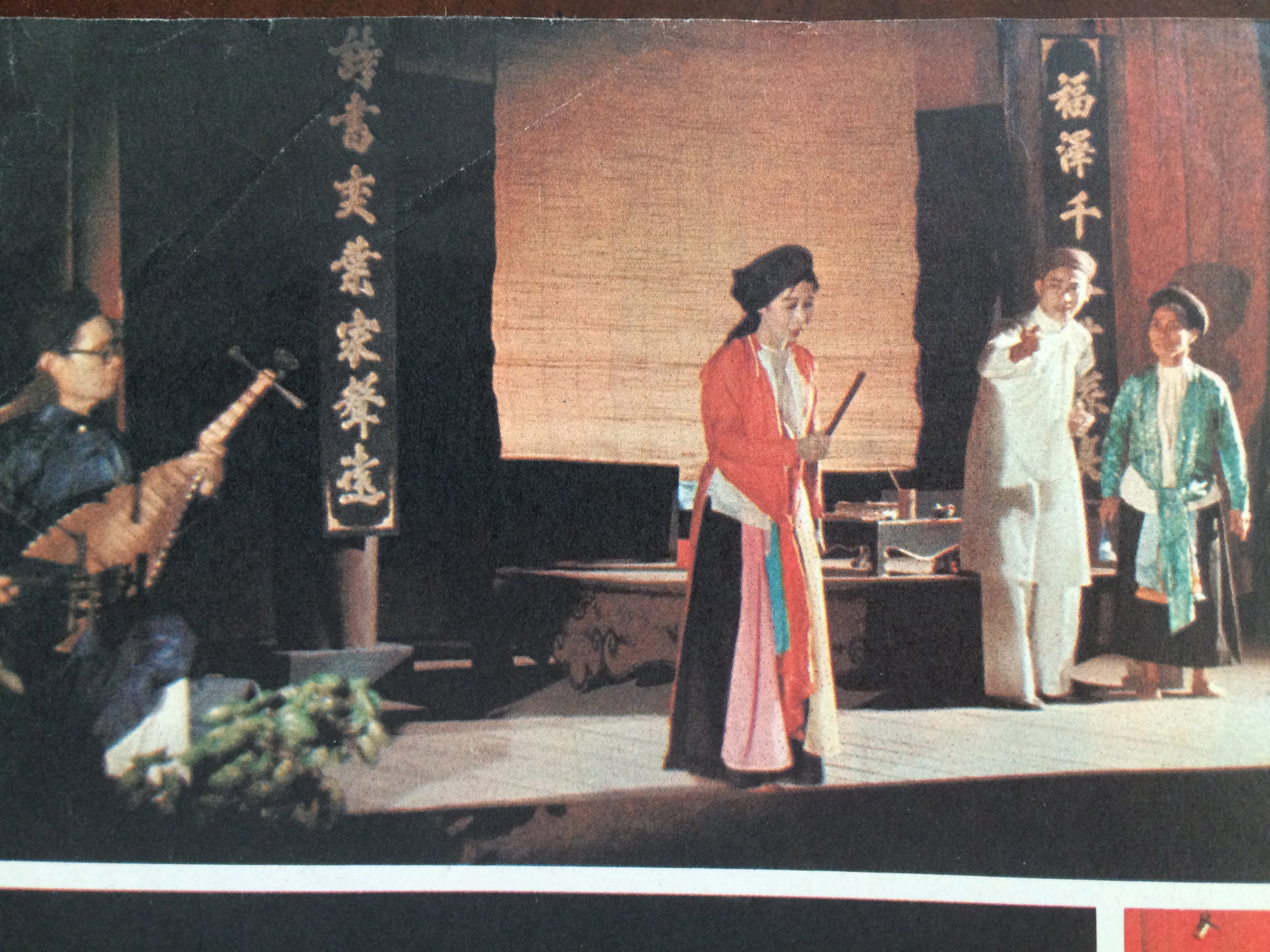
Chèo Quan Âm Thị Kính của soạn giả Vũ Khắc Khoan hiệu đính diễn tại Trường Quốc gia Âm nhạc và Kịch nghệ Sài Gòn, năm 1972

## Các tổ chức chèo hiện nay

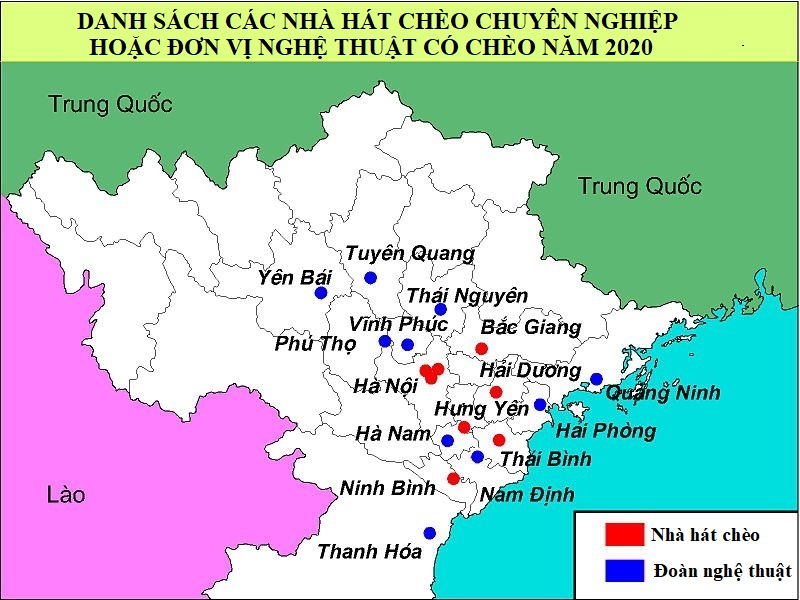
Các đoàn chèo, nhà hát chèo Việt Nam năm 2020

### Các cố nghệ sĩ

Trùm Thịnh

Hoa Tâm

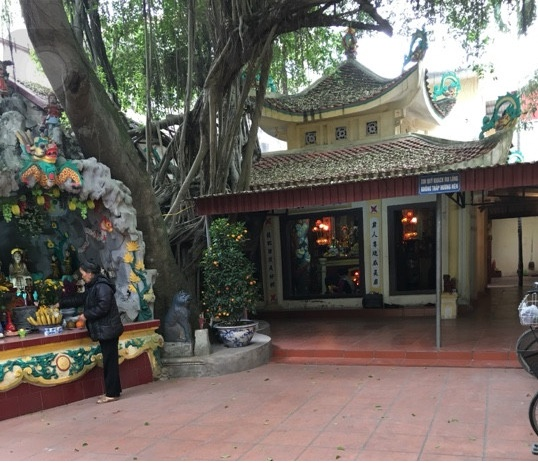
Đền Vân Thị cạnh nhà hát Chèo Ninh Bình, nơi thờ bà tổ hát chèo Phạm Thị Trân